# 殷冲
殷冲（？—453年），字希远，刘宋大臣，陈郡长平人。殷融曾孙，殷允之孙，殷穆之子，殷淳之弟。
殷冲担任中书黄门郎，因为议事不当免官。后为太子中庶子，历任尚书吏部郎，御史中丞，有司直之称。出为吳興郡太守，入朝为度支尚书。刘劭的太子妃殷玉英即殷淳之女，殷冲在东宫被刘劭所知遇；刘劭弑父宋文帝后即位，以殷冲为侍中、护军，转任司隶校尉。殷冲有文辞，刘劭让他掌管府内文告兵符，刘骏起兵，殷冲为刘劭尽力，写文告斥责。五月，刘骏克建康，殷冲被赐死。殷冲之女殷氏，嫁劉休仁，生子劉伯融。